# Igo (album)
Igo – album studyjny polskiego piosenkarza Igo. Wydawnictwo ukazało się 18 listopada 2022 nakładem wytwórni muzycznej Iglo Records w dystrybucji Universal Music Polska.
Pod względem muzycznym płyta łączy w sobie przede wszystkim pop.
Album znalazł się na 8. miejscu polskiej listy sprzedaży – OLiS. Płyta uzyskała status złotej płyty za sprzedaż ponad 15 tysięcy kopii.
Album otrzymał nominację do Fryderyka w kategorii Album roku – indie pop.

## Lista utworów
Opracowano na podstawie materiału źródłowego.
1. „Helena” – 3:52
2. „I love you” – 3:38
3. „Better be alive” – 4:01
4. „Sooner or later” – 3:22
5. „U could be mine” – 3:44
6. „To też o tobie” – 4:36
7. „Nie może być inaczej” (gościnnie: Magiera) – 3:32
8. „Zimny front” (gościnnie: Błażej Król) – 3:10
9. „Brudas” – 3:55
10. „Styl” (gościnnie: Mrozu) – 3:25
11. „Nagły rozbłysk” – 3:19
12. „I need no love” – 3:59
13. „Insecure” – 3:30

## Pozycja na liście sprzedaży
| Kraj   | Lista         | Najwyższa pozycja |
| ------ | ------------- | ----------------- |
| Polska | OLiS – albumy | 8                 |

## Certyfikaty
| Kraj          | Certyfikat  | Sprzedaż |
| ------------- | ----------- | -------- |
| Polska (ZPAV) | złota płyta | 15 000+  |